# Ë̱
Ë̱ (minuscule : ë̱), appelé E tréma macron souscrit, est une lettre latine utilisée dans l’écriture du bongo, du chinantèque d’Ojitlán, du chinantèque d’Ozumacín, du seneca, du siona ou du trique de Chicahuaxtla. Il s’agit de la lettre E diacritée d’un macron souscrit et d’un tréma.

## Usage informatique
Le E tréma macron souscrit peut être représenté avec les caractères Unicode suivants : 
- composé et normalisé NFC (latin étendu A, diacritiques) :

| formes    | représentations | chaînes de caractères | points de code | descriptions                                                |
| --------- | --------------- | --------------------- | -------------- | ----------------------------------------------------------- |
| capitale  | Ë̱               | Ë◌̱                    | U+00CB U+0331  | lettre majuscule latine e tréma diacritique macron souscrit |
| minuscule | ë̱               | ë◌̱                    | U+00EB U+0331  | lettre minuscule latine e tréma diacritique macron souscrit |

- décomposé et normalisé NFD (latin de base, diacritiques) :

| formes    | représentations | chaînes de caractères | points de code       | descriptions                                                            |
| --------- | --------------- | --------------------- | -------------------- | ----------------------------------------------------------------------- |
| capitale  | Ë̱               | E◌̱◌̈                   | U+0045 U+0331 U+0308 | lettre majuscule latine e diacritique macron souscrit diacritique tréma |
| minuscule | ë̱               | e◌̱◌̈                   | U+0065 U+0331 U+0308 | lettre minuscule latine e diacritique macron souscrit diacritique tréma |